# Amaurornis magnirostris
Amaurornis magnirostris là một loài chim trong họ Rallidae.